# 론다커논타브

론다커논타브

론다커논타브(웨일스어: Rhondda Cynon Taf)는 웨일스 남부에 위치한 주급 자치시로 행정 중심지는 클라이다흐베일이며 면적은 424km2, 인구는 234.400명(2011년 기준), 인구 밀도는 553명/km2이다. 동쪽으로는 머서티드빌 자치시와 카이어필리 자치시, 남쪽으로는 카디프와 베일오브글러모건, 서쪽으로는 브리젠드 자치시와 니스포트탤벗, 북쪽으로는 포이스와 접한다.